# Publio Licinio Craso Dives Muciano
Publio Licinio Craso Dives Muciano  (en latín, Publius Licinius Crassus Dives Mucianus) (180 a. C.-130 a. C.) era hijo biológico de Publio Mucio Escévola, cónsul en 175 a. C. Fue adoptado por Publio Licinio Craso, que era su tío materno.

## Vida política
Muciano obtuvo el cargo de pontífice máximo en 132 a. C., tras la muerte del exiliado pontífice Publio Cornelio Escipión Nasica Serapión. 
En 131 a. C. fue elegido cónsul junto a Lucio Valerio Flaco, que era el Flamen Martialis, (alto sacerdote de Marte). Muciano prohibió a su colega ir a combatir a Eumenes III y le impuso una multa por descuidar sus deberes sagrados. El pueblo anuló la multa, pero también estuvo de acuerdo en que el flamen debía respetar la subordinación sacerdotal al sumo pontífice.
Sin embargo, mientras Valerio Flaco permanecía en Roma, fue el propio Muciano quien obtuvo el mando contra Aristónico (o Eumenes III), que había ocupado el trono de Pérgamo, después de que Átalo III hubiera dejado en herencia su reino a Roma. De esta manera Muciano se convirtió en el primer pontífice máximo en abandonar voluntariamente Italia (ya que Nasica Serapión había sido expulsado de Italia por el Senado). 
Su campaña en Asia fue desafortunada, pues Craso Muciano fue derrotado por el ejército de Aristónico en Leucae y capturado en su huida entre Elaea y Esmirna. Cuando el enemigo le preguntó quién era, Craso se negó a revelar su identidad para no contribuir más a la humillación que le había sido infligida; y atacó a un tracio que servía en el ejército de Aristónico, quien le dio muerte.
Su cuerpo fue enterrado en Esmirna y su cabeza fue enviada a Aristónico, quien al año siguiente, se entregó a Perpenna y fue ejecutado en Roma. 
Según fuentes antiguas era un hombre muy rico y muy culto que hablaba con soltura variantes del griego. Cicerón lo menciona como gran orador y jurista, y Gelio, citando otros autores, dice que tenía cinco grandes cualidades 

esset ditissimus, quod nobilissimus, quod eloquentissimus, quod jurisconsultissimus, quod pontifex maximus

Tanto él como su hermano apoyaban las reformas políticas y económicas y por lo tanto eran fieles partidarios de Tiberio Sempronio Graco (muerto en 133 a. C.), que estaba casado con la sobrina de su esposa, una Claudia.

## Familia
Publio Licinio Craso Dives Muciano era hijo de Publio Mucio Escévola, cónsul en 175 a. C. y su esposa Licinia, hermana de Publio Licinio Craso. Su tío paterno Quinto Mucio Escévola había sido cónsul al año siguiente, en 174 a. C. Su hermano mayor, Publio Mucio Escévola alcanzó el consulado en 133 a. C., por lo que Craso Muciano estaba relacionado con varios cónsules. Su abuelo paterno Publio Mucio Escévola había sido pretor en 215 a. C. pero cayó enfermo y murió antes de poder presentarse a las elecciones para el consulado.
Craso Muciano nació probablemente sobre 180 a. C. La fecha de su adopción por su tío materno se desconoce. Se casó con Claudia, hermana de Apio Claudio Pulcro, cónsul en 143 a. C., censor y Princeps Senatus, (portavoz de la Cámara) en 136 a. C. Con Claudia tuvo varios hijos de los que al menos un hijo y dos hijas le sobrevivieron. Su hija menor estaba casada con el reformista tribuno de la plebe Cayo Sempronio Graco que murió en 121 a. C. Su bisnieta Fulvia fue la tercera esposa de Marco Antonio.
Su primo fue Quinto Mucio Escévola Augur, cónsul electo en 117 a. C., amigo y patrón de Marco Tulio Cicerón, además de ser su tutor. El sobrino de Craso Muciano fue el famoso retórico y jurista Quinto Mucio Escévola Pontifex. Ambos murieron durante la guerra Social.
La familia Mucia obtuvo varios consulados entre 175 a. C. y 95 a. C.. Además, al menos tres de los cónsules obtuvieron el cargo de Pontifex Maximus (incluyendo a Craso Muciano que era un Mucio biológico).